# Rubus paludivagus
Rubus paludivagus är en rosväxtart som beskrevs av Merritt Lyndon Fernald. Rubus paludivagus ingår i släktet rubusar, och familjen rosväxter. Inga underarter finns listade i Catalogue of Life.